# Casa Strapazzon

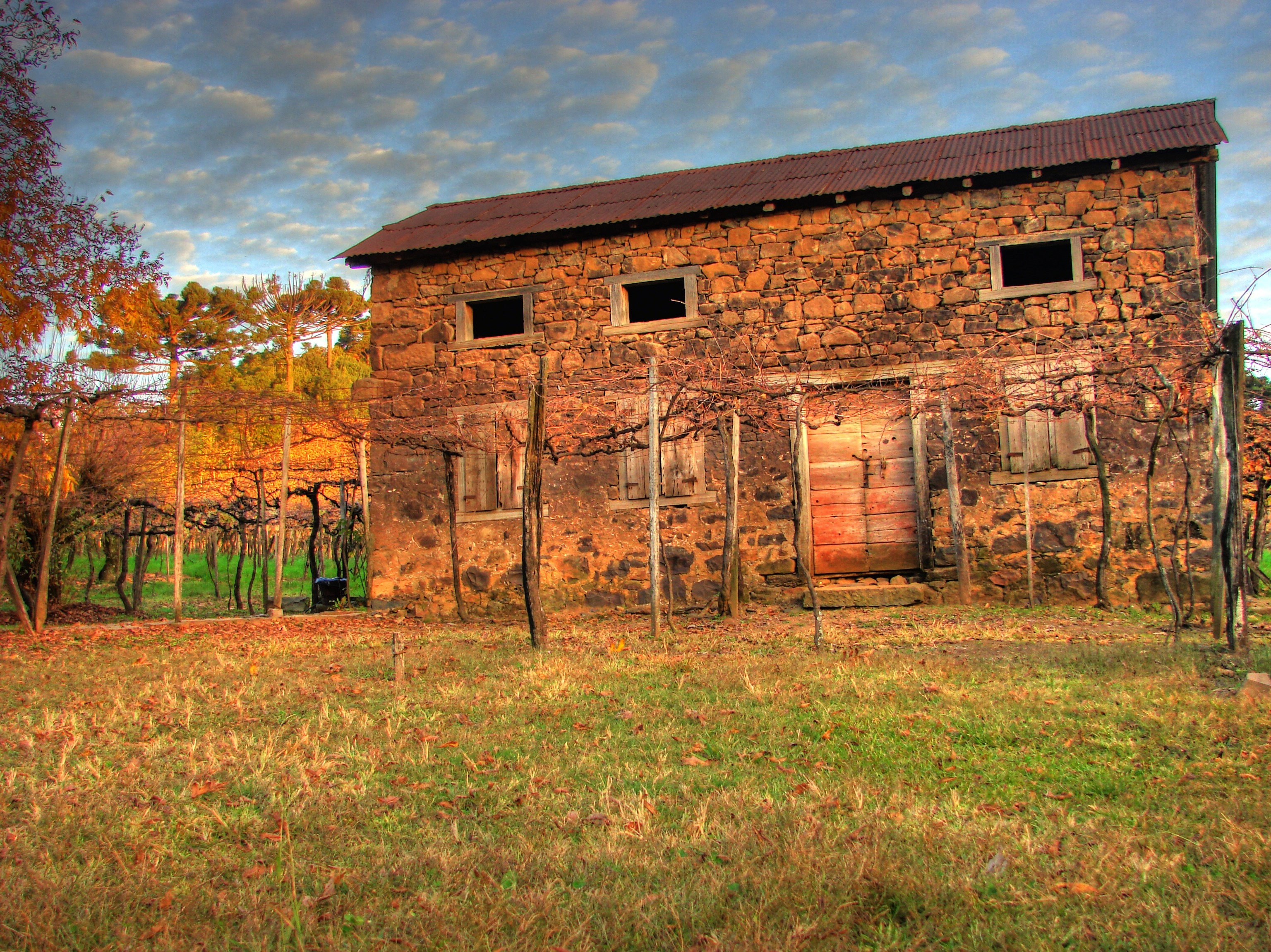
Vista externa da casa

A Casa Strapazzon é uma casa de pedra irregular construída por volta de 1880, situada na rota turística Caminhos de Pedra, no distrito de São Pedro, interior do município gaúcho de Bento Gonçalves. Foi erguida pelo imigrante italiano Giovanni Strapazzon, e possui as características das casas de pedra da primeira geração de imigrantes, tendo sido adaptada posteriormente para a função de cantina.
Serviu de cenário para o filme O Quatrilho (1995) e para novelas famosas, como Água na Boca (Band/2008), Passione (Globo/2010) e Além do Tempo (Globo/2015).

## Descrição
A edificação foi construída totalmente em pedra irregular, aparelhadas nas faces internas e externas da construção e assentadas com juntas secas (sem uso de argamassa), com as pedras encaixadas umas sobre as outras a maneira de enxilharia, técnica construtiva que além da economia de argamassa favorecia a estabilidade da construção. O piso de chão batido encontra-se igual à época da construção. No inverno, mesmo com a família morando na casa, os animais dormiam na parte inferior, para não morrerem de frio e ajudarem no aquecimento interno do ambiente. A escada que dá acesso ao mezanino é original, construída toda de madeira, inclusive os encaixes, sem uso de pregos ou qualquer outro utensílio. As portas e janelas não possuem vidros e seus fechamentos são feitos por folhas de madeira, constituídas por tábuas sambladas umas as outras e unidas por travessas. Os marcos são grossos, de madeira. Outra característica da arquitetura ítalo-gaúcha eram as vergas e o peitoris executados em madeira que ultrapassavam as ombreiras dos marcos, embutidos nas paredes de pedra, complementando a função estrutural.